# Elektronická taneční hudba
Elektronická taneční hudba (EDM či electronic dance music) je kategorie elektronické hudby, do které spadá například experimentální rocková hudba od kapely Kraftwerk, perkusivní žánry typu disco, electro a jiné. Žánry elektronické taneční hudby se začaly objevovat v 60. letech a popularizované byly v 80. letech v různých nočních klubech a festivalech. Mezi hudební nástroje elektronické taneční hudby patří např. bicí automaty, syntezátory, sekvencery, samplery, klávesy, laptop.
Ve třetím tisíciletí popularita EDM celosvětově vzrostla, zejména ve Spojených státech a Austrálii. Počátkem roku 2010 se termín „elektronická taneční hudba“ a iniciála „EDM“ začaly prosazovat v americkém hudebním průmyslu a hudebním tisku ve snaze o rebranding americké rave kultury.
Do této kategorie patří hudba jako techno, tekno, electro, house (a jeho varianty jako deep house, acid house, progressive house, ), trance, drum and bass, dubstep, trap, dance-pop, či breakbeat. Žánry jako IDM, trip hop či glitch jsou více experimentálně laděné a tudíž jsou i méně tanečně orientované.